# Bebryce tenuis
Bebryce tenuis är en korallart som beskrevs av Thomson och Simpson 1909. Bebryce tenuis ingår i släktet Bebryce och familjen Plexauridae. Inga underarter finns listade i Catalogue of Life.